# Cúp quốc gia Wales 1988–89
 Cúp quốc gia Wales 1988-89 với đội vô địch là Swansea City. Trận chung kết diễn ra trên sân Vetch Field ở Swansea với 5,100 khán giả.

## Bán kết – Lượt đi
| Số thứ tự trận | Đội nhà                | Tỉ số | Đội khách       |
| -------------- | ---------------------- | ----- | --------------- |
| 1              | Barry Town             | 0–1   | Swansea City    |
| 2              | Kidderminster Harriers | 1–0   | Hereford United |

## Bán kết – Lượt về
| Số thứ tự trận | Đội nhà         | Tỉ số | Đội khách              |
| -------------- | --------------- | ----- | ---------------------- |
| 1              | Swansea City    | 2–1   | Barry Town             |
| 2              | Hereford United | 0–0   | Kidderminster Harriers |

## Chung kết
| Swansea City                                 | 5–0 | Kidderminster Harriers |
| -------------------------------------------- | --- | ---------------------- |
| Wade · James · Raynor · Hutchison · Thornber |     |                        |

| Swansea City | Kidderminster Harriers |